# Стендовий авіамоделізм

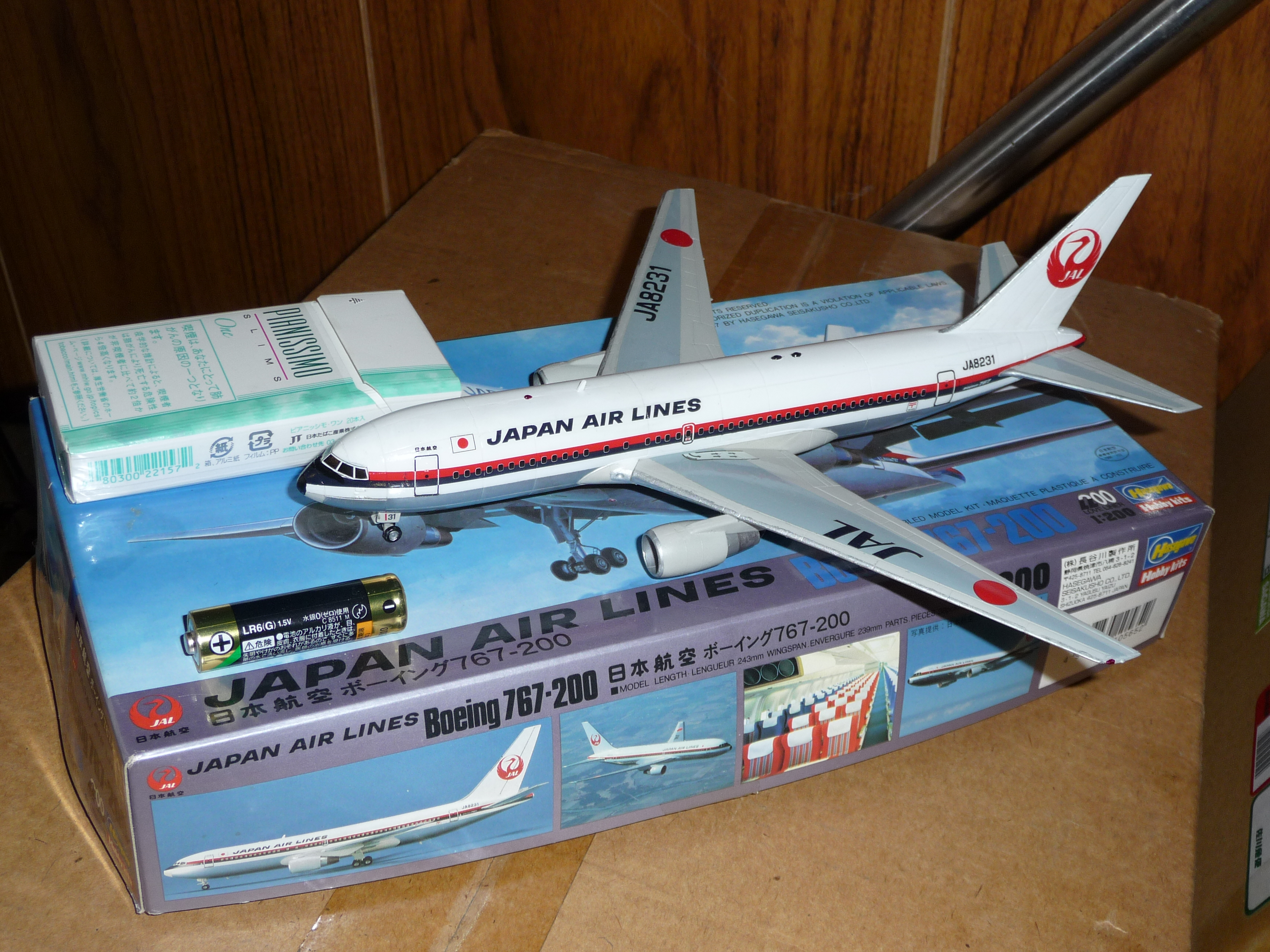
Модель Boeing 767 «із коробки»

Стендовий авіамоделізм — виготовлення зменшених у декілька разів моделей літаків, вертольотів, ракет та інших літальних апаратів.

## Особливості
Різновиди стендового авіамоделізму:

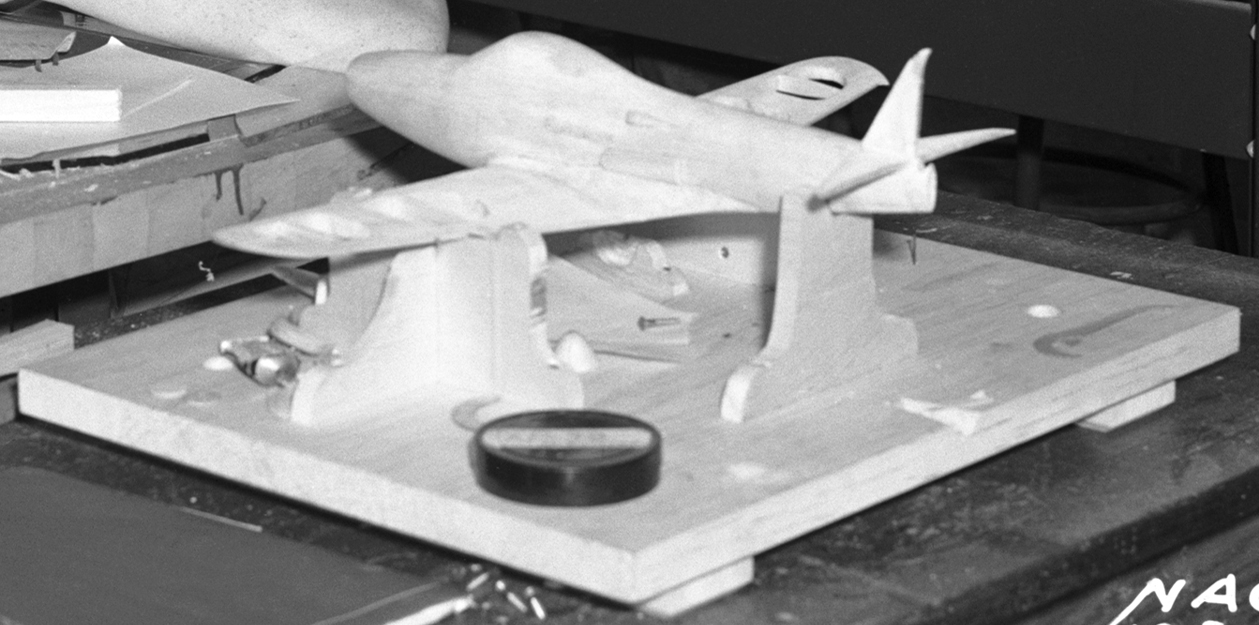
Стенд для авіамоделі (США, 1939)

1. Виготовлення «із коробки», коли моделіст купує готовий набір і збирає та розфарбовує модель по інструкції, без допрацювання.

1. «Скретчбілдинг» — самостійне виготовлення моделі з наявних матеріалів.
2. «Конверсії» — збирання з набору іншого варіанту або взагалі іншого типа літального апарата.

Через те що стендові авіамоделі вимагають точного нанесення написів і фарбування з дотриманням напрямку ліній і контурів, а також через те що такі моделі мають дуже багато мініатюрних деталей, моделісти використовують спеціальні стенди, які закріплють модель у стабільному положенні під час роботи з нею.

## Статичні моделі для показу
Статична модель літака (створена для демонстрації, а не для польоту) це зменшена в масштаба модель зроблена із пластику, дерева, металу, паперу, скловолокна чи іншого відповідного матеріалу. Деякі статичні моделі створюються для використання у аеродинамічній трубі, для проведення необхідного збору даних для розробки повномасштабного літального апарата.
Для любителів існують вже готові зібрані і пофарбовані моделі; моделі, які необхідно скласти, розмалювати і склеїти; або моделі які вже були пофарбовані, але їх треба зібрати до купи.

### Використання в рекламних цілях
Більшість авіакомпаній світу дозволяють змоделювати їх парк повітряних суден в рекламних цілях. Раніше, авіакомпанії замовляли великі моделі своїх літаків і поставляли їх в туристичні агентства як рекламну продукцію.

### Масштаб

Набір пластикової збірної моделі літака (масштаб 1:72)

Статичний моделі літаків, насамперед, є у продажу в різних масштабах, починаючи від великого масштаб 1:18 до найменшого масштаб 1:1250
Набори для створення пластикових моделей, що вимагають збірки і забарвлення, здебільшого існують в масштабах 1:200, 1:144, 1:72, 1:50, 1:48, 1:32 і масштаб 1:24, в залежності від розміру оригінального об'єкту. Моделі вилиті з металу (попередньо зібрані і пофарбовані на заводі) в основному існують в масштабах 1:400, 1:200, 1:72, 1:600, 1:500, 1:300, 1:250, і 1:48. Різновид із непарним значення масштабу (таких як 1:239) також існують, але зустрічаються рідше.
Масштаби вибрані не випадково, часто вони основані на британській системі мір, таким чином масштаб 1:48 співвідносить 1 дюйм до 4 футів, а 1:72 це 1 дюйм до 6 футів. Парні значення масштабу так само основані на метричній системі. Масштаб 1:72 вперше був запропонований брендом Skybirds, який створив свої набори для моделювання із дерева і металу в 1932. Масштаб використаний брендом Skybirds згодом був застосований і компанією Frog, яка випустила модель літака з масштабом 1:72 в 1936 під назвою «Frog Penguin». Згідно з журналом Fine Scale Modeler, масштаб 1:72 також був популяризований військовим департаментом США коли він замовляв літаки з одним з місцем для однієї людини в такому масштабі. Військовий департамент також замовляв моделі літаків з декількома двигунами в масштабі 1:144. Таким чином військовий департамент ставив на меті навчити і ознайомити американців з ідентифікацією і маркуванням літаків за допомогою окрасу. Ці масштаби є найкращім компромісом між розміром і детальністю. Після Другої світової війни, виробники продовжували слідувати цьому масштабу. Біль детальні моделі доступні в масштабах 1:32 і 1:24. Деякі виробники запропонували масштаб 1:50 і масштаб 1:30. Японія використовує масштаб 1:100. Французька фірма Heller SA виробляє моделі в своєму власному унікальному масштабі 1:125. Herpa та інші виготовляє рекламні моделі для авіакомпаній в масштабах, які включають 1:200, 1:400, 1:500, 1:600, 1:1000 і більші. Кілька моделей літаків часів Першої світової війни були запропоновані в масштабі 1:28 компанією Revell, такі як Fokker Dr.I і Sopwith Camel.

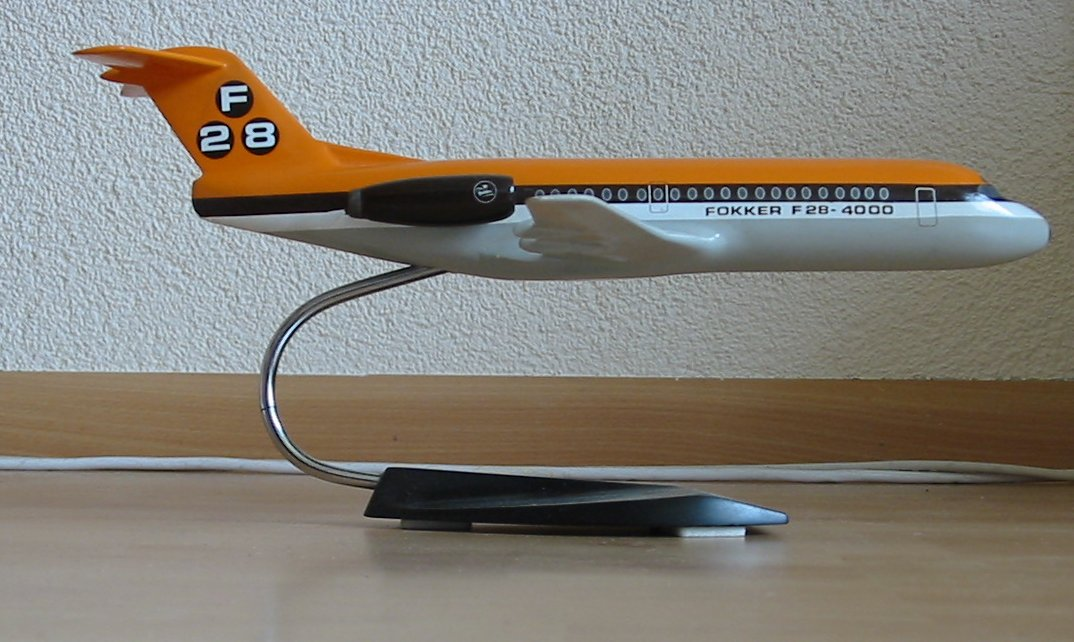
Стендова модель літака Fokker F28 (на підставці)

Декілька виробників зробили моделі в масштабі 1:18, що мають такий самий розмір як автомобілі. Масштаби для моделювання літаків зазвичай відрізняються від тих, що використовуються при створенні моделей військових транспортних засобів, фігурок людей, автомобілів і потягів — еквівалентом масштабу 1:72 для броньовиків був 1:76, а версією для залізничного транспорту був масштаб 1:87 однак різниця між масштабами є помітною тому досить невелика кількість наборів для моделювання було запропоновані за ці роки в цих альтернативних масштабах, в той час як спостерігається тенденція збільшення кількості виробництва наборів для моделювання військових транспортних засобів з використанням авіаційних масштабів.
Це призвело до істотного кількістю дублювання найбільш відомих об'єктів у великій різноманітності розмірів, що стало корисним для створення вимушеної перспективи в кубічних діорамах, де обмежують кількість можливих об'єктів до тих, які більш відомі.
Інші популярні масштаби — 1:50, 1:64, 1:96, і 1:128; однак, частіше лише старі моделі збереглися в цих розмірах. Багато старих пластикових моделей, наприклад таких, що були створені компанією Revell не відповідають жодному стандартному масштабу оскільки їх розмір підібраний так, щоб поміститися в стандартну доступну коробку. Такі набори часто називають «масштабовні під коробку» і зазвичай перевидавалися в їх оригінальних, незвичних масштабах. Для деяких гвинтокрилів використовувався масштаб 1:32, що також був застосований і для деяких моделей літаків з нерухомим крилом. Зараз існує тенденція виготовляти моделі вертольотів в масштабі 1:35, по аналогії з більшістю моделей наземних транспортних засобів.

### Матеріали

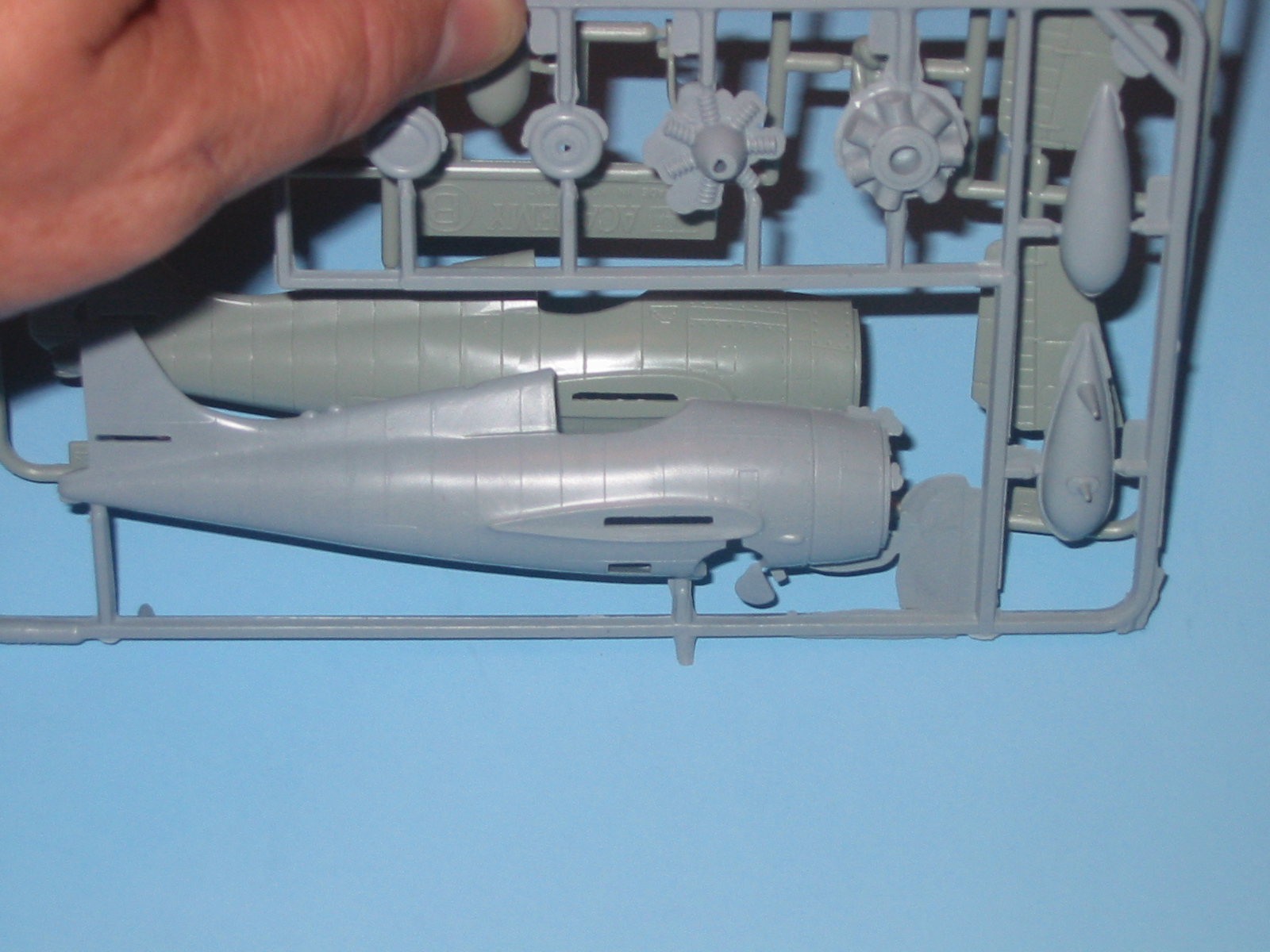
Деталі збірної моделі літака, створені литтям під тиском

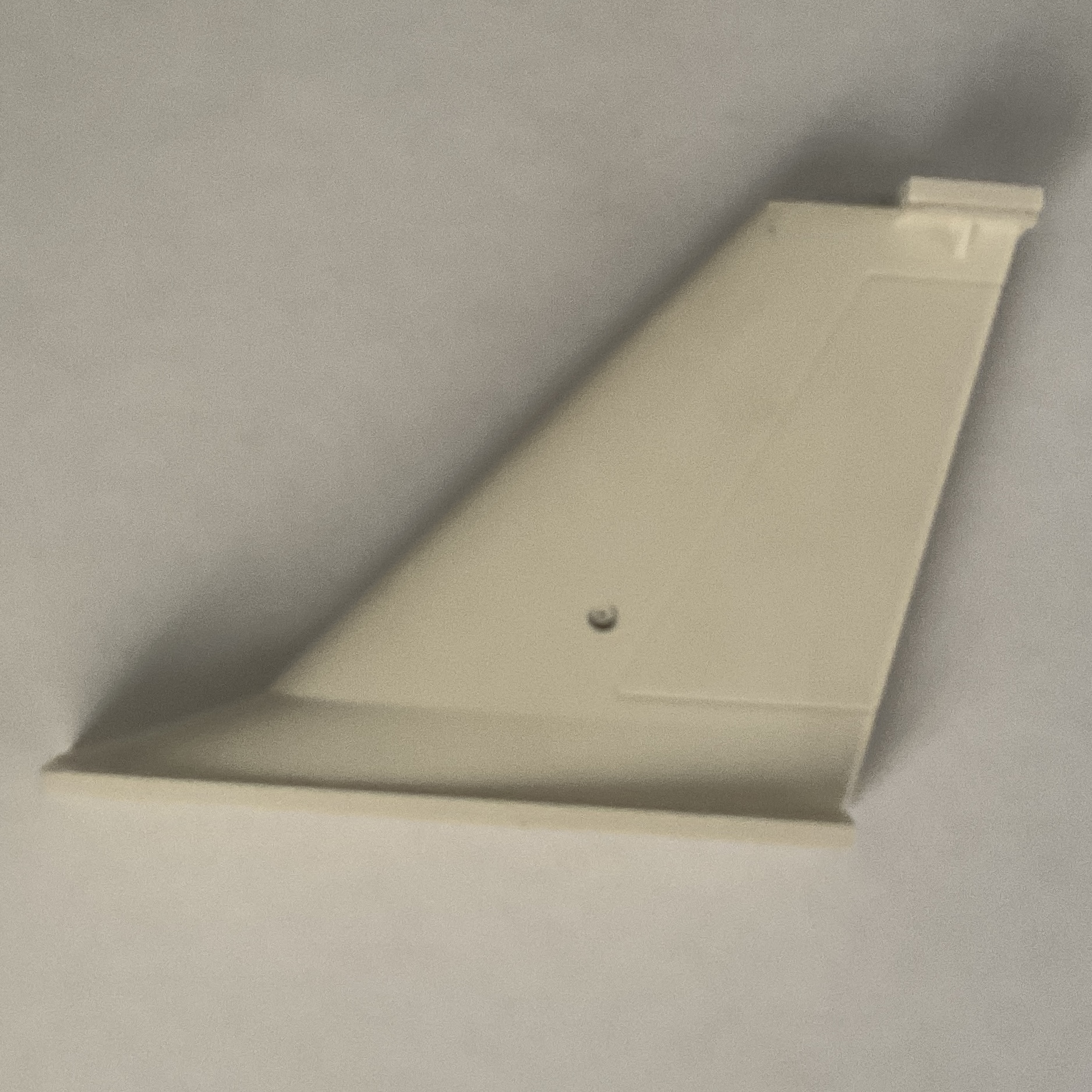
Вертикальний стабілізатор літака з набору деталей конструктора Lego (ID 54094)

#### Пластик
Найбільш популярною формою виробництва наборів для моделювання є виготовлення деталей із пластику (полістиролу) за допомогою лиття під тиском, з використанням форм з вуглецевої сталі. Зараз таке виробництво відбувається здебільшого в Китаї, Тайвані, Філіппінах, Північній Кореї, і східній Європі. Лиття дозволяє створювати деталі з високою точністю і автоматизацією, що є не можливим для інших процесів виготовлення моделей, але такі прес-форми є дорогими і того, щоб покрити витрати на їх виготовлення необхідно виробляти великі партії. Менші і дешевші партії можна створювати з використанням форм з міді, а деякі виробники випускають навіть більш дешеві деталі, з використанням литої смоли або гумових прес-форм, але мають більш низьку якість і меншу довговічність, ніж сталеві і потребують більших трудових витрат.
Спеціалізовані набори вилиті в смолі випускаються такими компаніями як Anigrand, Collect Aire, CMK, CMR, та Unicraft, виготовленні з форм, аналогічних тим, що використовуються для виготовлення пластикових наборів, але як правило вони не настільки довговічні. Вакуумне формування є ще однією поширеною альтернативою для лиття під тиском, але вимагає більшої майстерності, щоб зібрати такий набір деталей, і, як правило в них не вистачає детальних частин, які повинен створити моделіст. Існує декілька металевих наборів зроблених за допомогою фотолітографії, які дозволяють зробити моделі з великим рівнем деталізації але можуть бути трудомістким у збиранні, і не мають можливості відтворити деякі форми.

#### Папір
Масштабовані моделі можна зробити із паперу (нормального або важкого) або картону. Комерційні моделі друкуються видавцями і в основному розташовані в Німеччині та Східній Європі. Картонні моделі також поширюються через інтернет, і багато з них доступні безкоштовно. Картонні моделі не обмежуються лише літаками, такі набори дозволяють створювати всі типи транспортних засобів, будівель, а також комп'ютери, людей, тварин та ін.

#### Деревина
Від часів Першої світової війни до 1950 року, моделі літаків створювалися з легкої коркової деревини і часто покривалися тонким папером. Їх виробництво було не простим, потребувало багато часу, що повторювало фактичне будівництво літака. Такі моделі існували до кінця Другої світової війни.
Найскладніші комплекти вироблялися Cleveland Model and Supply Corporation, в той час як самі відносно прості набори моделювання робить компанія Guillow's. Багато виробників моделей згодом почали створювати моделі кресленнями справжніх літаків.

#### Метал
Метал використовують для створення високоякісних моделей методами лиття, зварювання, пайки, штапування, тощо.
Через складність обробки металів і значно вищу ціну матеріалів, у порівнянні з іншими матеріалами, створення моделей з металу менш поширене за моделювання з використанням пластику, деревини, паперу та картону.
Однією зі сфер використання моделей з металу є створення моделей для дослідження в аеродинамічній трубі.
Більш широке застосування металеві моделі знайшли у сфері виготовлення колекційних моделей різного виду транспорту (Hot Wheels є найвідомішим виробником колекційних моделей автомобілів) та фігурок історичних і фантастичних персонажів. Для останніх часто використовують олово, через його пластичність і легкодоступність (свинець, хоча і є більш пластичним, не використовується через його токсичний вплив на організм людини). 